# Subantarctia turbotti
Subantarctia turbotti är en spindelart som beskrevs av Forster 1955. Subantarctia turbotti ingår i släktet Subantarctia och familjen Orsolobidae. Inga underarter finns listade i Catalogue of Life.